# Teiko Tomita
Teiko Tomita (1 de dezembro de 1896 – 13 de março de 1990) foi uma poeta tanka japonêsa que viveu no Império do Japão e, mais tarde, na costa ocidental dos Estados Unidos. O seu apelido era Yukari.

## Início de vida
Tomita nasceu Teiko Matsui em 1 de dezembro de 1896 em Osaka, Japão. Ela era a segunda de nove filhos. Ela começou a escrever tanka quando estava no colégio, e assumiu o pseudónimo de Yukari. Após o período colegial, Tomita obteve um certificado de professora e leccionou em escolas primárias até 1920, quando se casou com um fazendeiro chamado Masakazu Tomita. Eles trocaram cartas por dois anos, mas nunca se encontraram pessoalmente. Ele morava em Wapato, Washington, então Tomita se mudou para os Estados Unidos para ficar com ele. Eles tiveram cinco filhos, mas um morreu ainda criança.

## Carreira
Após o bombardeamento de Pearl Harbor, Tomita queimou toda a sua poesia para que o FBI não presumisse que ela tinha qualquer lealdade para com o Império do Japão. Apesar de tudo, ela e a sua família foram presos em Tule Lake na Califórnia e em Heart Mountain em Wyoming. Depois de ser libertada em 1945, Tomita viveu brevemente no Minnesota, mas voltou para Seattle após fim da guerra e se tornou costureira.
Em 1967, Tomita foi forçada a se mudar pela segunda vez, quando se descobriu que a sua casa ficava na zona tampão ao redor do Aeroporto de Seattle Tacoma. Ela então se mudou para a cidade de Seattle.
Apesar de queimar toda a sua poesia no início da guerra, ela voltou a escrever enquanto estava presa em Tule Lake. Ela escreveu poesia como uma maneira de lidar com as situações ao seu redor. Alguns símbolos frequentes que aparecem nos seus poemas incluem a cerejeira e a artemísia.
Tomita morreu no dia 13 de março de 1990, com 93 anos.